# Mainpuri (huyện)
Huyện Mainpuri là một huyện thuộc bang Uttar Pradesh, Ấn Độ. Thủ phủ huyện Mainpuri đóng ở Mainpuri. Huyện Mainpuri có diện tích 2760 ki lô mét vuông. Đến thời điểm năm 2001, huyện Mainpuri có dân số 1592875 người.